# Região das Planícies Centrais
A Região das Planícies Centrais está localizada na parte centro-sul da província canadense de Manitoba, diretamente a oeste de Winnipeg. A região faz fronteira no sul com a Região do Vale do Pembina, no leste com a Região de Eastman, no norte com a Região de Interlake e no oeste com a Região de Westman. A maior centro de servições e de concentração populacional da região é a cidade de Portage la Prairie.
A região engloba as divisões do censo de Manitoba de N.º 8, N.º 9 e N.º 10, que juntas têm uma área total de 10.656 km2. A região tinha uma população de 48.289 habitantes no censo de 2001.